# فرودگاه منطقه‌ای بروکینگز
فرودگاه منطقه‌ای بروکینگز (به انگلیسی: Brookings Regional Airport) یک فرودگاه همگانی بهره‌برداری هوایی با کد یاتا BKX است که یک باند فرود آسفالت دارد و طول باند آن ۱۵۹۴ متر است. این فرودگاه در شهر بروکینگز، داکوتای جنوبی کشور ایالات متحده آمریکا قرار دارد و در ارتفاع ۵۰۲ متری از سطح دریا واقع شده‌است.